# آر جي مت
آر جي مت (بالإنجليزية: RJ Mitte)‏ مواليد 21 أغسطس 1992 في لويزيانا، الولايات المتحدة، هو ممثل أمريكي بدأ مسيرته الفنية عام 2006. وعرف بدوره كـ والتر وايت الأصغر في مسلسل اختلال ضال الذي عرض على قناة AMC.

## روابط خارجية
- آر جي مت على موقع IMDb (الإنجليزية)
- آر جي مت على موقع قاعدة بيانات الفيلم (الإنجليزية)